# Сероштанов, Андрей Олегович
Андрей Олегович Сероштанов (род. 9 апреля 1973, Владивосток) — украинский самбист, серебряный (1992) и бронзовый (1993) призёр первенств Европы среди юниоров, чемпион (2001) и бронзовый призёр (1994, 1997, 1998) чемпионатов Европы, бронзовый призёр чемпионатов мира 1997 и 1998 годов, мастер спорта Украины международного класса. Выступал в полулёгкой (до 57 кг) и лёгкой (до 62 кг) весовых категориях.
Окончил Харьковский педагогический университет. Оставив большой спорт переехал в Сахалинскую область. Является тренером детско-юношеской спортивной школы в Южно-Сахалинске. Активно принимает участие в соревнованиях международного уровня по дзюдо.